# Зауральська сільська рада
Заура́льська сільська рада (рос. Зауральский сельский совет) — сільське поселення у складі Каргапольського району Курганської області Росії.
Адміністративний центр — село Зауральське.
Населення сільського поселення становить 523 особи (2017; 691 у 2010, 934 у 2002).

## Склад
До складу сільського поселення входять:
| Населений пункт     | Населення, осіб (2002) | Населення, осіб (2010) |
| ------------------- | ---------------------- | ---------------------- |
| Вишньовка, присілок | 94                     | 35                     |
| Зауральське, село   | 449                    | 451                    |
| Лісне, присілок     | 221                    | 123                    |
| Орловка, присілок   | 105                    | 60                     |
| Шуткино, присілок   | 65                     | 22                     |